# BTV (企業)
BTV株式会社（ビィーティーブイ）は、宮崎県都城市に本社があるケーブルテレビ局である。BTVケーブルテレビ（ビィーティーヴィーケーブルテレビ）と表記されることが多い。
2016年（平成28年）6月までの旧社名は、ビィーティーヴィーケーブルテレビ株式会社であった。また2018年（平成30年）7月には、関連会社だった株式会社シティエフエム都城を吸収合併し、コミュニティ放送事業・放送免許・特定地上基幹放送事業者の資格を継承した。コミュニティ放送事業は2024年（令和6年）3月31日に放送を終了した。

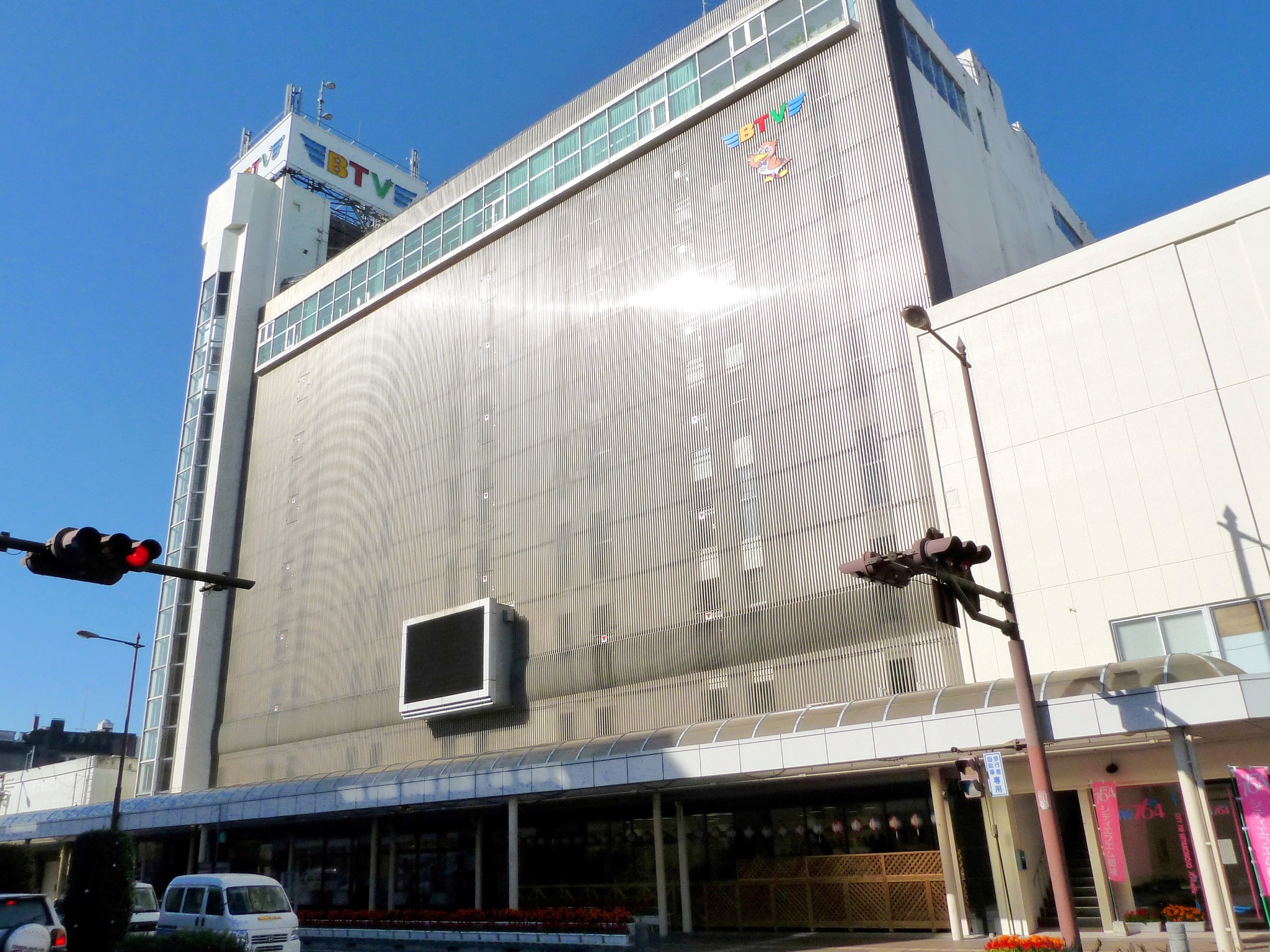
BTVケーブルテレビが所有し、BTV本社とシティFM都城が置かれている都城IT産業ビル（旧・都城寿屋百貨店）。手前のビルにはシティFM都城のサテライトスタジオもある。

## 会社概要
当初は都城市における都市型ケーブルテレビ事業を行う為に設立し、後に日南市へエリアを拡大。純粋に宮崎県のCATV局であった。その後、鹿児島ケーブルテレビ放送が破綻し、引き継いだことによりエリアを鹿児島県へ拡大。南九州有数のCATV局に成長した。
しかしそのため、デジタル化における区域外再放送では国の政策と両県の地元民放の思惑に左右され、宮崎県内で一部鹿児島局の再送信を断念せざるを得ないなどの影響を受けた。逆に、鹿児島県側でありながらBTV都城局のエリア内となっている曽於市財部町では、2021年3月1日より宮崎放送（mrt）とテレビ宮崎（UMK）の区域外再放送が開始された。
テレビ完全デジタル化後も視聴者保護のためアナログ多チャンネルサービスを既契約者限定で続けていたものの、これも国の政策により2013年1月で打ち切ることが発表されている。なお、デジタル化後に開局した西諸・志布志両局は最初からデジタルサービスのみである。
2023年6月30日をもって西諸局が本社のある都城局に統合されることになった。

## 事業所とサービスエリア
| 局名          | 事業所所在地                                                        | サービスエリア                                                                        |
| ------------- | ------------------------------------------------------------------- | ------------------------------------------------------------------------------------- |
| 都城 （本社） | 宮崎県都城市中町1番7号 IT産業ビル 9階                               | - 都城市、北諸県郡三股町、鹿児島県曽於市財部町の一部 - 小林市旧野尻町、西諸県郡高原町 |
| 日南          | 宮崎県日南市岩崎3丁目4番1号 ふれあいタウンIttenほりかわ 1階         | 日南市                                                                                |
| 鹿児島        | 鹿児島市西陵3丁目28番18号                                           | 鹿児島市の一部                                                                        |
| 志布志        | 鹿児島県志布志市志布志町志布志3丁目3133番地520 志布志市情報センター | 志布志市                                                                              |

### 主要株主（2015年3月以前）
地方公共団体
- 宮崎県
- 都城市
平成の大合併により、旧山之口町、旧高城町並びに旧高崎町の出資分も引き継いだ。
- 日南市
平成の大合併前の旧南郷町出資分を引き継いだ。
- 三股町
- 小林市
平成の大合併前の旧野尻町出資分を引き継いだ。
- 曽於市
平成の大合併前の旧財部町出資分を引き継いだ。

地元企業
- 霧島酒造株式会社
- 株式会社九南
- 江夏石油株式会社
- 南日本酪農協同株式会社
- 大淀開発株式会社
- 吉原建設株式会社
- 大浦株式会社（都城大丸）：2011年に経営破綻。
- 都城農業協同組合
- 大和物産株式会社
- 株式会社宮崎銀行
- 株式会社宮崎太陽銀行
- 株式会社宮崎放送
- 株式会社テレビ宮崎
- 株式会社宮崎日日新聞社

## 沿革
- 1996年（平成8年）1月4日 - 宮崎県都城市平江町2街区13号に都城ケーブルテレビ設立。
- 1997年（平成9年）4月1日 - 都城ケーブルテレビ、鹿児島ケーブルテレビ放送（IIN）がそれぞれ開局。
- 2001年（平成13年）7月 - 都城ケーブルテレビがビィーティーヴィーケーブルテレビ株式会社へ商号変更。
- 2002年（平成14年）3月 - 宮崎県日南市岩崎3丁目6番5号にBTV日南局開局。当初は地元宮崎県の各局と鹿児島県の民放4社を再送信していた。
- 2003年（平成15年）12月5日 - IINが鹿児島地方裁判所より破産宣告を受ける。
- 2004年（平成16年）
  - 3月 - BTVケーブルテレビがIINから全事業を承継し、鹿児島局とする。IINは清算。
  - 12月 - 地元局からの圧力によって、日南局では南日本放送・鹿児島テレビの再送信を終了、時代劇専門チャンネル・日テレジータスの再送信を開始。
- 2006年（平成18年）
  - 6月 - BS、CSデジタル放送開始。
  - 12月12日 - 旧都城寿屋百貨店の土地と建物を株式会社カリーノから購入。
- 2007年（平成19年）4月10日 - 本社移転。
- 2009年（平成21年）12月 - 西諸局開局。
- 2010年（平成22年）4月 - 西諸局が小林市野尻町エリアにてサービス開始。
- 2011年（平成23年）
  - 7月 - 西諸局のエリアを高原町に拡大。
  - 7月26日 - 志布志市情報センターの開設に伴い、同所に志布志局を開局[7]。
- 2013年（平成25年）1月31日 - アナログサービス完全終了。
- 2015年（平成25年）4月 - 親会社の霧島酒造が霧島ホールディングス株式会社を設立し、持株会社制に移行。BTVケーブルテレビは霧島HDの傘下となる。
- 2016年（平成28年）6月 - 事業拡大に伴い、ビィーティーヴィーケーブルテレビ株式会社からBTV株式会社へ社名変更。
- 2017年（平成29年）4月 - 日南局の開局15周年に合わせて、日南局事務所を複合ビル「ふれあいタウンIttenほりかわ」に移転。
- 2018年（平成30年）7月 - 株式会社シティエフエム都城を吸収合併。
- 2021年（令和3年）
  - 3月1日 - 曽於市財部町にてUMKテレビ宮崎とMRT宮崎放送の区域外再放送を開始[3]。
  - 7月6日 - 志布志市が整備、および管理を行っていた光ファイバー回線設備「しぶし志ネット」がBTV株式会社へ譲渡される[6]。
- 2023年（令和5年）
  - 6月30日 - 西諸局が都城局に統合。
  - 9月30日 - FMラジオ再放送サービスを終了。
- 2024年（令和6年）
  - 3月 - BTV情報ガイド誌「ピッキーちゃんねる」廃刊。
  - 3月31日 - シティエフエム都城が放送終了。

## 主な放送チャンネル
- ※は別途個別視聴契約が必要なチャンネル。
- 配信システムはJC-HITSを採用。
- 基本的に、セットトップボックスが必要。地上波のみの場合は契約状況により不要な場合がある。

### 地上波系列別再送信局
|                   | NHK-G                 | NHK-E                 | NNN              | NNS              | ANN        | JNN                     | TXN | FNN / FNS                   | JAITS |
| ----------------- | --------------------- | --------------------- | ---------------- | ---------------- | ---------- | ----------------------- | --- | --------------------------- | ----- |
| 都城局 日南局     | NHK宮崎 （NHK鹿児島） | NHK宮崎 （NHK鹿児島） | テレビ宮崎       |                  | テレビ宮崎 | 宮崎放送 （南日本放送） |     | テレビ宮崎 （鹿児島テレビ） |       |
| 都城局 日南局     | NHK宮崎 （NHK鹿児島） | NHK宮崎 （NHK鹿児島） | 鹿児島読売テレビ | 鹿児島読売テレビ | 鹿児島放送 | 宮崎放送 （南日本放送） |     | テレビ宮崎 （鹿児島テレビ） |       |
| 鹿児島局 志布志局 | NHK鹿児島             | NHK鹿児島             | 鹿児島読売テレビ | 鹿児島読売テレビ | 鹿児島放送 | 南日本放送              |     | 鹿児島テレビ                |       |

### 地上波局
地上デジタル放送は全コース（鹿児島局・志布志局は光ハイビジョンコースを除く）で視聴可能であるが、当社が宮崎・鹿児島両県に跨ってテレビサービスを展開している関係から、局ごとによって提供されるチャンネルに差異がある。
○は視聴可能なチャンネルであり、そのうち区域外再放送については●で示してある。
| 地上波チャンネル | 地上波チャンネル      | 都城局       | 都城局   | 都城局       | 日南局 | 鹿児島局 志布志局 |
| 地上波チャンネル | 地上波チャンネル      | 曽於市財部町 | 宮崎県内 | 旧西諸局地域 | 日南局 | 鹿児島局 志布志局 |
| ---------------- | --------------------- | ------------ | -------- | ------------ | ------ | ----------------- |
| 宮崎県           | 1.NHK宮崎総合         | -            | ◯        | ○            | ○      | -                 |
| 宮崎県           | 2.NHK宮崎Eテレ        | -            | ◯        | ○            | ○      | -                 |
| 宮崎県           | 3.UMKテレビ宮崎       | ⚫           | ◯        | ○            | ○      | -                 |
| 宮崎県           | 6.MRT宮崎放送         | ⚫           | ◯        | ○            | ○      | -                 |
| 鹿児島県         | 4.KYT鹿児島読売テレビ | ◯            | ⚫       | ●            | ●      | ○                 |
| 鹿児島県         | 5.KKB鹿児島放送       | ◯            | ⚫       | ●            | ●      | ○                 |
| 鹿児島県         | 8.KTS鹿児島テレビ     | ◯            | ⚫       | -            | -      | ○                 |
| 鹿児島県         | 1.MBC南日本放送       | ◯            | ⚫       | -            | -      | ○                 |
| 鹿児島県         | 2.NHK鹿児島Eテレ      | ◯            | -        | -            | -      | ○                 |
| 鹿児島県         | 3.NHK鹿児島総合       | ◯            | -        | -            | -      | ○                 |
| 自主放送         | 11.BTV市民チャンネル  | ○            | ○        | ○            | ○      | ○                 |
| 自主放送         | 12.BTV市民チャンネル2 | ○            | ○        | ○            | ○      | ○                 |

### BS衛星波局
BSプラン以上で視聴出来る。
| チャンネル                            | 放送局                |
| ------------------------------------- | --------------------- |
| 2K 101(1)                             | NHK BS                |
| 2K 141(4)                             | BS日テレ              |
| 2K 151(5)                             | BS朝日                |
| 2K 161(6)                             | BS-TBS                |
| 2K 171(7)                             | BSテレ東              |
| 2K 181(8)                             | BSフジ                |
| 2K 191(9)                             | ※WOWOWプライム        |
| 2K 192                                | ※WOWOWライブ          |
| 2K 193                                | ※WOWOWシネマ          |
| 2K 200(10)                            | BS10                  |
| 2K 201(10)                            | ※BS10スターチャンネル |
| 2K 211(11)                            | BS11                  |
| 2K 222(12)                            | TwellV                |
| 2K 231-232（テレビ） 2K 531（ラジオ） | 放送大学BS\|-         |
| 4K 101(1)                             | NHK BSプレミアム4K    |
| 4K 141(4)                             | BS日テレ 4K           |
| 4K 151(5)                             | BS朝日 4K             |
| 4K 161(6)                             | BS-TBS 4K             |
| 4K 171(7)                             | BSテレ東 4K           |
| 4K 181(8)                             | BSフジ 4K             |

### 多チャンネル放送
ベーシックコースでの視聴チャンネル。
| チャンネル       | 放送局                                 |
| ---------------- | -------------------------------------- |
| 700              | えんてれ                               |
| 703              | KBS WORLD                              |
| 710              | ショップチャンネル                     |
| 711              | QVC                                    |
| 712              | ウェザーニューズお天気チャンネル       |
| 721              | ※フジテレビTWO ドラマ・アニメ          |
| 722              | MONDO TV                               |
| 724              | 囲碁・将棋チャンネル                   |
| 728              | ※フジテレビNEXT ライブ・プレミアム     |
| 729              | 旅チャンネル                           |
| 730              | J SPORTS 3                             |
| 733              | ※J SPORTS 4                            |
| 734              | スカイ・A sports+                      |
| 735              | GAORA                                  |
| 736              | 日テレG+                               |
| 737              | ゴルフネットワーク                     |
| 739              | ※フジテレビONE スポーツ・バラエティー  |
| 741              | 釣りビジョン                           |
| 750              | チャンネルNECO                         |
| 751              | ファミリー劇場                         |
| 753              | 時代劇専門チャンネル                   |
| 754              | Dlife                                  |
| 755              | スーパー!ドラマTV                      |
| 757 （宮崎のみ） | アクションチャンネル                   |
| 758              | ミステリーチャンネル                   |
| 763              | ※衛星劇場                              |
| 764              | ※東映チャンネル                        |
| 765              | TBSチャンネル1                         |
| 766              | テレ朝チャンネル                       |
| 769              | ※V☆パラダイス                          |
| 770              | スペースシャワーTV                     |
| 771              | ※Mnet                                  |
| 772              | MTV                                    |
| 773              | MUSIC ON! TV                           |
| 774              | 歌謡ポップスチャンネル                 |
| 780              | カートゥーン ネットワーク              |
| 781              | キッズステーション                     |
| 782              | アニマックス                           |
| 783              | ※AT-X                                  |
| 789              | TV5MONDE                               |
| 790              | 日経CNBC                               |
| 794              | TBSNEWS                                |
| 795              | テレ朝チャンネル２                     |
| 798              | ヒストリーチャンネル                   |
| 799              | ナショナル ジオグラフィック チャンネル |
| 810              | R-20※グリーンチャンネル                |
| 811              | R-20※グリーンチャンネル2               |
| 812              | R-20※SPEEDチャンネル                   |
| 950              | R-20※プレイボーイチャンネル            |
| 951              | R-20※レインボーチャンネル              |
| 952              | R-20※ミッドナイトブルー                |
| 953              | R-20※パラダイステレビ                  |
| 954              | R-20※ピンクチェリー                    |

### ハイビジョンコース
BTV全局にて視聴可能。各局によって視聴可能なチャンネル数が異なる。
| ch  | 放送局                   |
| --- | ------------------------ |
| 513 | フジテレビNEXT HD        |
| 514 | フジテレビONE HD         |
| 515 | フジテレビTWO HD         |
| 530 | J SPORTS 3 HD            |
| 533 | J SPORTS 4 HD            |
| 534 | スカイA HD               |
| 535 | GAORA SPORTS HD          |
| 536 | 日テレG+HD               |
| 537 | ゴルフネットワークHD     |
| 538 | スポーツライブ+HD        |
| 541 | 釣りビジョンHD           |
| 547 | KBS World HD             |
| 549 | アジアドラマチックTV★HD  |
| 551 | ファミリー劇場HD         |
| 553 | 時代劇専門チャンネルHD   |
| 559 | ザ・シネマHD             |
| 563 | 衛星劇場HD               |
| 568 | ホームドラマチャンネルHD |

### 光ハイビジョンコース
2025年1月現在、宮崎県側2局（都城・日南）のみで視聴可能。

### FMラジオ放送
都城・日南両局のみで実施していた。
2023年9月30日でFMラジオ再放送サービスを
終了。
| MHz  | 放送局    |
| ---- | --------- |
| 83.2 | JOY-FM    |
| 86.2 | NHK宮崎FM |

## インターネット接続サービス
エリア内の地域では通常のインターネットの光通信回線が来ていない地域が多い為、通信速度が比較的安定していない地域が多い。このためパソコンユーザーなどは安定しているケーブルテレビ回線利用者が多い。
都城では2012年秋から高速通信サービスを開始。

## 電話サービス
BTV独自でKDDIと業務提携関係を結んでおり、固定電話サービス「ケーブルプラス電話」を提供するほか、サービスエリア全域でauスマートバリューサービスの提供も始めている。

## 関連人物
- 喜田治男（同社顧問、元MBC→KKB→KYTアナ、MBC時代にTBS報道部へ一時出向）